# Gethosyne
Gethosyne és un gènere d'arnes de la família Crambidae. Conté només una espècie, Gethosyne aequivocalis, que es troba a Meghalaya, al nord-est de l'Índia.